# Florica Vulpeș
Florica Vulpeș, född den 13 mars 1982 i Cornereva, Rumänien, är en rumänsk kanotist.
Vulpeș tog bland annat VM-brons i K-4 500 meter i samband med sprintvärldsmästerskapen i kanotsport 2006 i Szeged.